# 入谷西
入谷西（いりやにし）は、神奈川県座間市の町名。現行行政地名は入谷西一丁目から五丁目。住居表示実施済み区域。

## 地理
市内中央部のやや西寄りに南北に広がる。地内は北端に一丁目、中央部から南部にかけて北西側から時計回りに二丁目-五丁目が所在する。
西から北にかけて座間、北で緑ケ丘、北東で明王、東で入谷東、南で海老名市上今泉、西で四ツ谷とそれぞれ接するほか、南西で海老名市下今泉ともわずかに接する（特記ないものは座間市）。

### 河川
- 鳩川 - 入谷西五丁目と四ツ谷の境界をなす。

### 地価
住宅地の地価は、2023年（令和5年）1月1日の公示地価によれば、入谷西5-15-8の地点で13万2000円/m2となっている。

## 歴史
2020年に座間市入谷のうち、前年の2019年に東側が入谷東として分離した後に残された小田急小田原線より西側の地域で住居表示が実施されて成立した。これによって座間市入谷は消滅している。

### 沿革
- 2020年（令和2年）2月3日 - 座間市入谷の全域[注 2]で住居表示を実施[7][8]、入谷西一丁目〜五丁目成立。

### 町名の変遷
| 実施後       | 実施年月日   | 実施前（特記ない限り各町名ともその一部） |
| ------------ | ------------ | ---------------------------------------- |
| 入谷西一丁目 | 2020年2月3日 | 入谷3丁目                                |
| 入谷西二丁目 | 2020年2月3日 | 入谷1丁目                                |
| 入谷西三丁目 | 2020年2月3日 | 入谷1丁目・入谷3丁目・入谷5丁目          |
| 入谷西四丁目 | 2020年2月3日 | 入谷5丁目                                |
| 入谷西五丁目 | 2020年2月3日 | 入谷1丁目・入谷2丁目（全域）             |

## 世帯数と人口
2023年（令和5年）8月1日現在（座間市発表）の世帯数と人口は以下の通りである。
| 丁目         | 世帯数    | 人口    |
| ------------ | --------- | ------- |
| 入谷西一丁目 | 422世帯   | 832人   |
| 入谷西二丁目 | 847世帯   | 1,955人 |
| 入谷西三丁目 | 961世帯   | 1,828人 |
| 入谷西四丁目 | 557世帯   | 1,170人 |
| 入谷西五丁目 | 1,115世帯 | 2,197人 |
| 計           | 3,902世帯 | 7,982人 |

### 人口の変遷
国勢調査による人口の推移。
| 年                | 人口  |
| ----------------- | ----- |
| 2020年（令和2年） | 8,055 |

### 世帯数の変遷
国勢調査による世帯数の推移。
| 年                | 世帯数 |
| ----------------- | ------ |
| 2020年（令和2年） | 3,739  |

## 学区
市立小・中学校に通う場合、学区は以下の通りとなる（2022年12月時点）。
| 丁目         | 番地                                                 | 小学校             | 中学校             |
| ------------ | ---------------------------------------------------- | ------------------ | ------------------ |
| 入谷西一丁目 | 全域                                                 | 座間市立座間小学校 | 座間市立座間中学校 |
| 入谷西二丁目 | 全域                                                 | 座間市立座間小学校 | 座間市立西中学校   |
| 入谷西三丁目 | 1番〜17番 24番〜32番 41番23号、26号、27号 42番〜44番 | 座間市立座間小学校 | 座間市立西中学校   |
| 入谷西三丁目 | 18番〜23番 33番〜40番 41番3号、6号                   | 座間市立入谷小学校 | 座間市立西中学校   |
| 入谷西四丁目 | 全域                                                 | 座間市立入谷小学校 | 座間市立西中学校   |
| 入谷西五丁目 | 全域                                                 | 座間市立入谷小学校 | 座間市立西中学校   |

## 事業所
2021年（令和3年）現在の経済センサス調査による事業所数と従業員数は以下の通りである。
| 丁目         | 事業所数  | 従業員数 |
| ------------ | --------- | -------- |
| 入谷西一丁目 | 13事業所  | 37人     |
| 入谷西二丁目 | 68事業所  | 677人    |
| 入谷西三丁目 | 56事業所  | 369人    |
| 入谷西四丁目 | 52事業所  | 358人    |
| 入谷西五丁目 | 46事業所  | 732人    |
| 計           | 235事業所 | 2,173人  |

## 交通

### 鉄道
- 小田急電鉄  小田原線 - 入谷東との境界をなす。
  - 座間駅 - 入谷西三丁目と入谷東三丁目の境界上に所在する。駅所在地は東口のある入谷東となっているが、西口や駅事務室・プラットホームを含む駅施設の大半が入谷西に所在している。
- 東日本旅客鉄道 相模線
  - 入谷駅 - 入谷西五丁目に所在。

### バス
- 神奈川中央交通
  - 下02系統 - 相武台下駅行・さがみ野駅北口行
  - 台04系統 - 座間四ツ谷行・相武台前駅行
  - 海10系統 - 海老名駅東口行・相武台前駅行
- 座間市コミュニティバス
  - Eコース（西部方面循環コース） - 公民館前方面行・座間市役所行

### 道路
- 神奈川県道42号藤沢座間厚木線
- 神奈川県道46号相模原茅ヶ崎線 - 地内では県道51号と重複。
- 神奈川県道51号町田厚木線 - 一部県道46号と重複。

## 施設
入谷西一丁目
- 富士山公園[11][12] - 入谷西一丁目と座間にまたがる。
- 入谷上谷戸公園[11][12]

入谷西二丁目
- 座間市公民館
- 鈴鹿幼稚園
- JAさがみ 座間支店
- MEGAドン・キホーテUNY 座間店
- Honda Cars 中央神奈川 座間西店
- 休息山遠光院圓教寺
  - 番教堂
- 水上山龍源院 - 曹洞宗[13]
- 鈴鹿明神社

入谷西三丁目
- 妙法山持寶院星谷寺 - 真言宗大覚寺派（古義真言宗）
- 座間山心岩寺 - 臨済宗建長寺派
- 諏訪明神
- 大門公園[11]
- 星の谷公園[11]（地蔵前児童遊園地）

入谷西四丁目
- ウエルシア 座間入谷店
- 正一位内藤稲荷大明神

入谷西五丁目
- 神奈川県立座間高等学校
- 座間市立入谷小学校
- 神奈川県立座間支援学校
- 座間警察署
- 日産プリンス神奈川販売 座間店
- 入谷くつがた公園[11]
- 桜田公園[11]

## ギャラリー

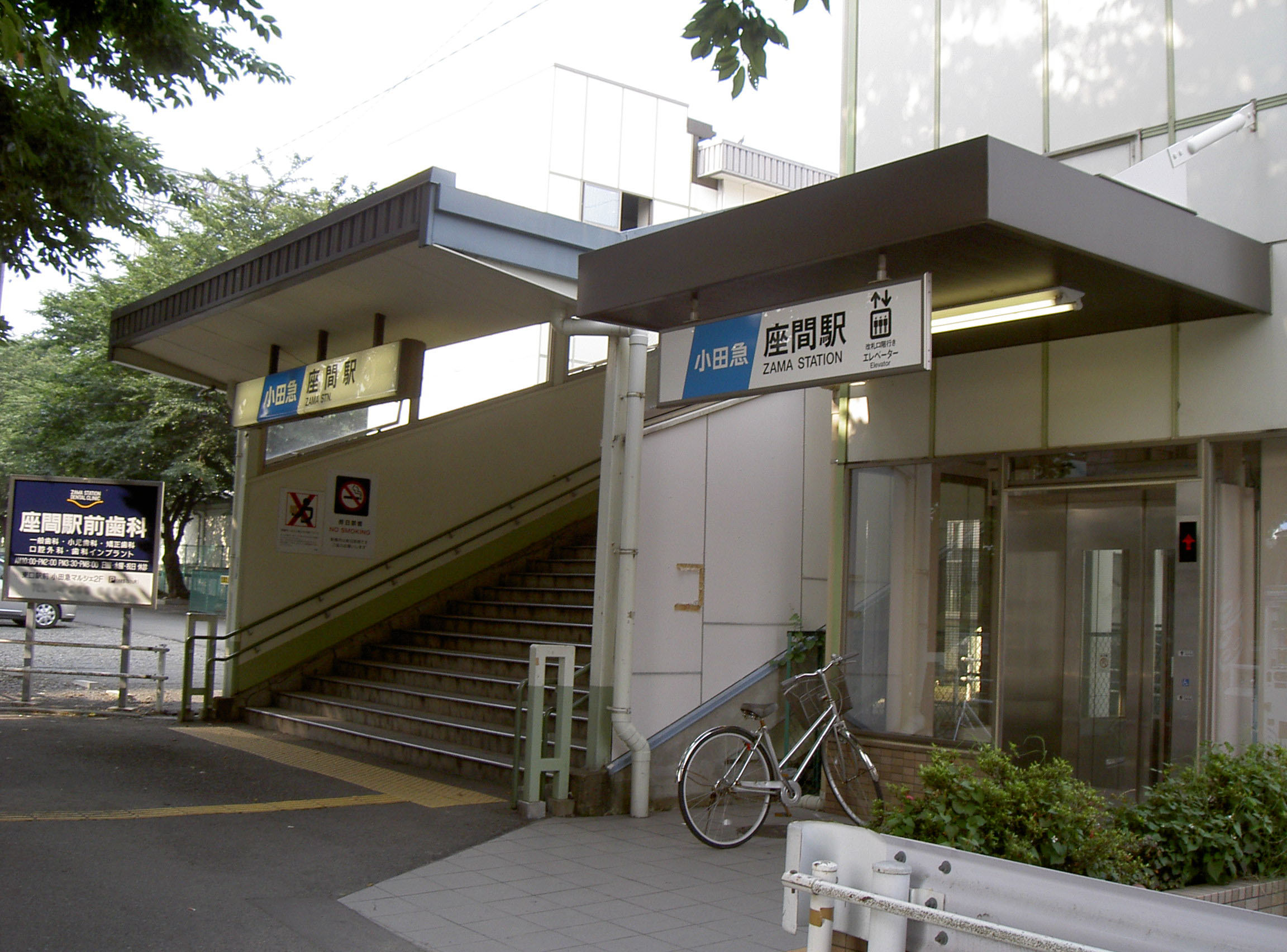
座間駅西口
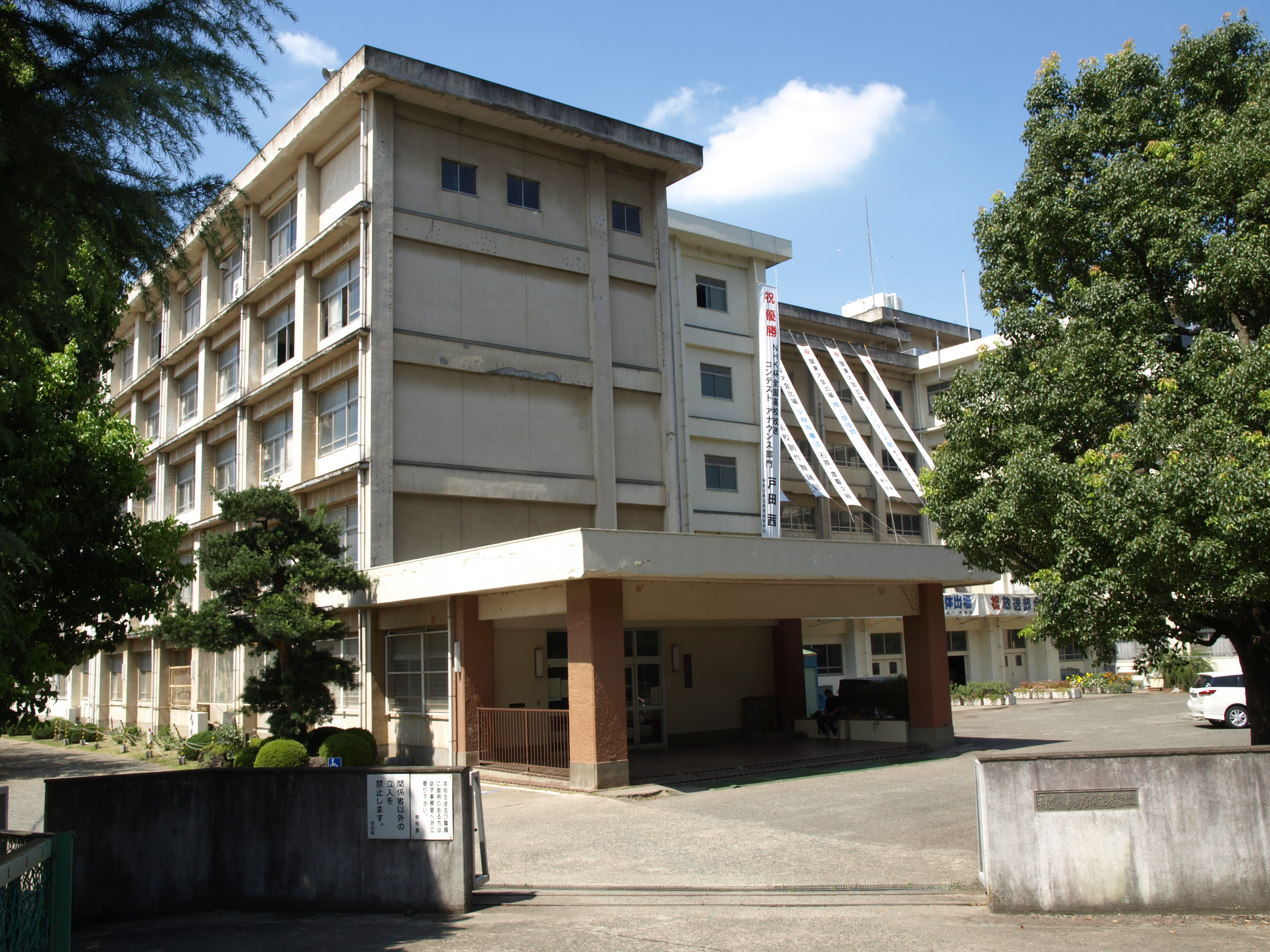
神奈川県立座間高等学校
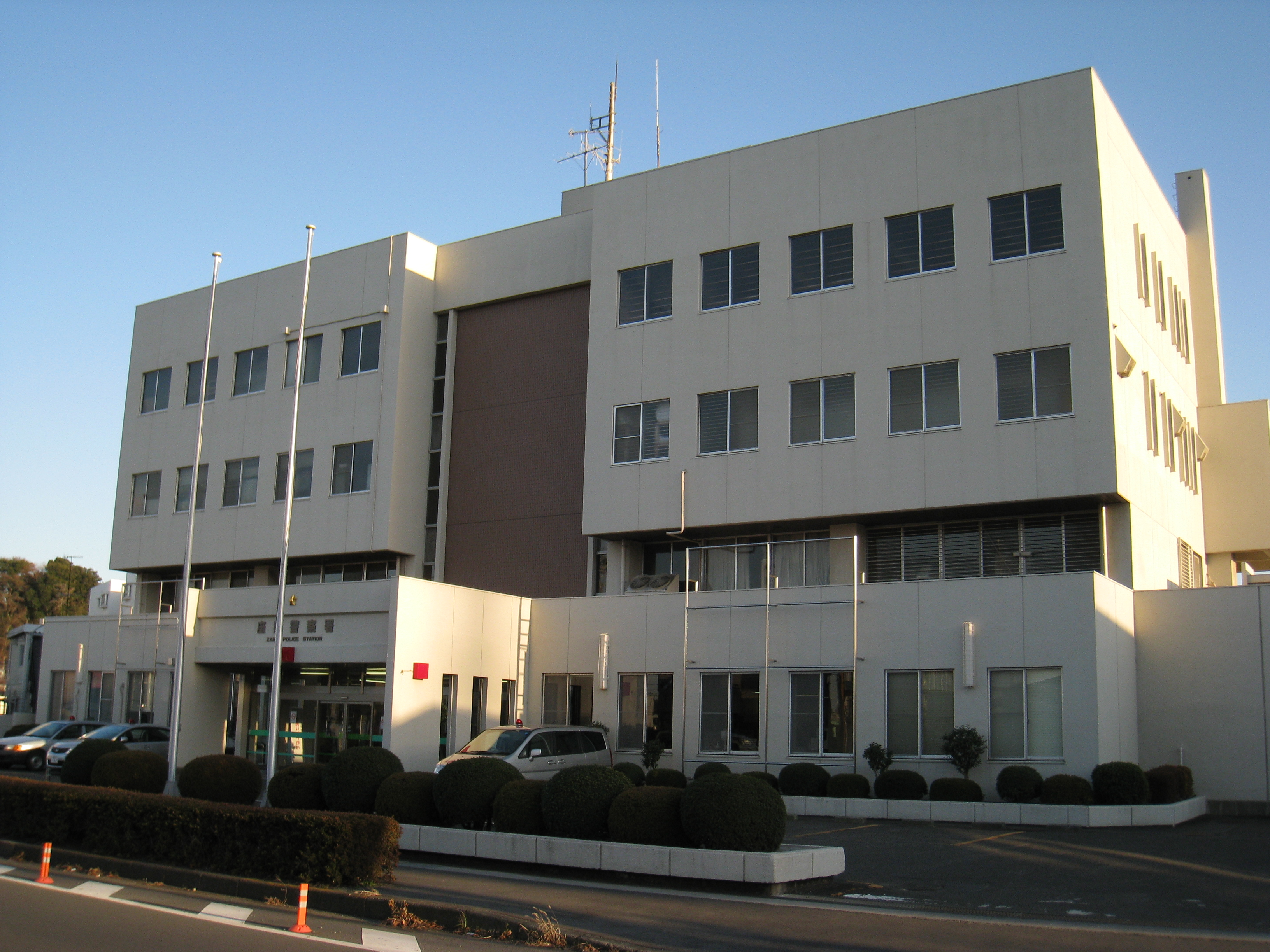
座間警察署
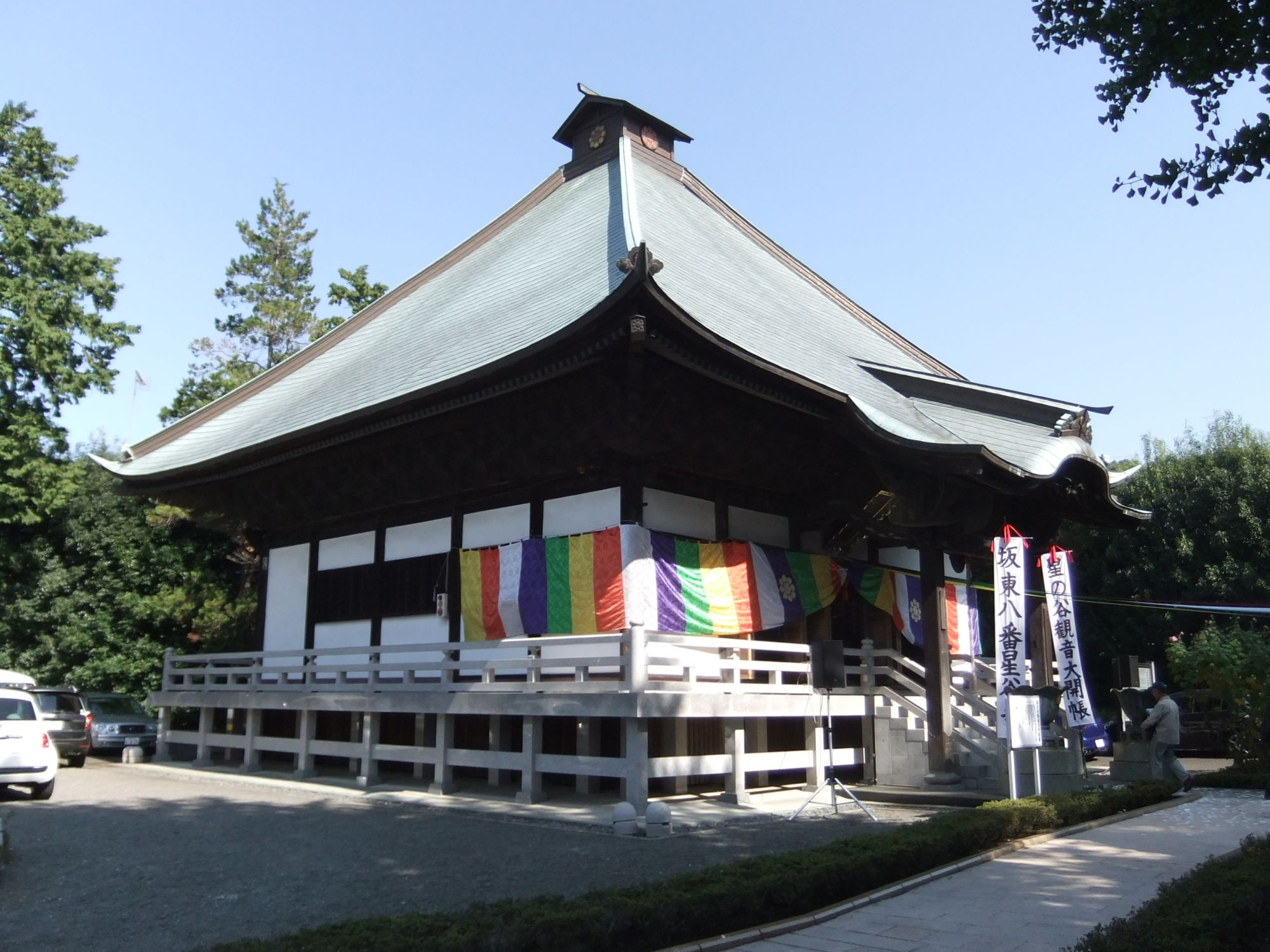
星谷寺
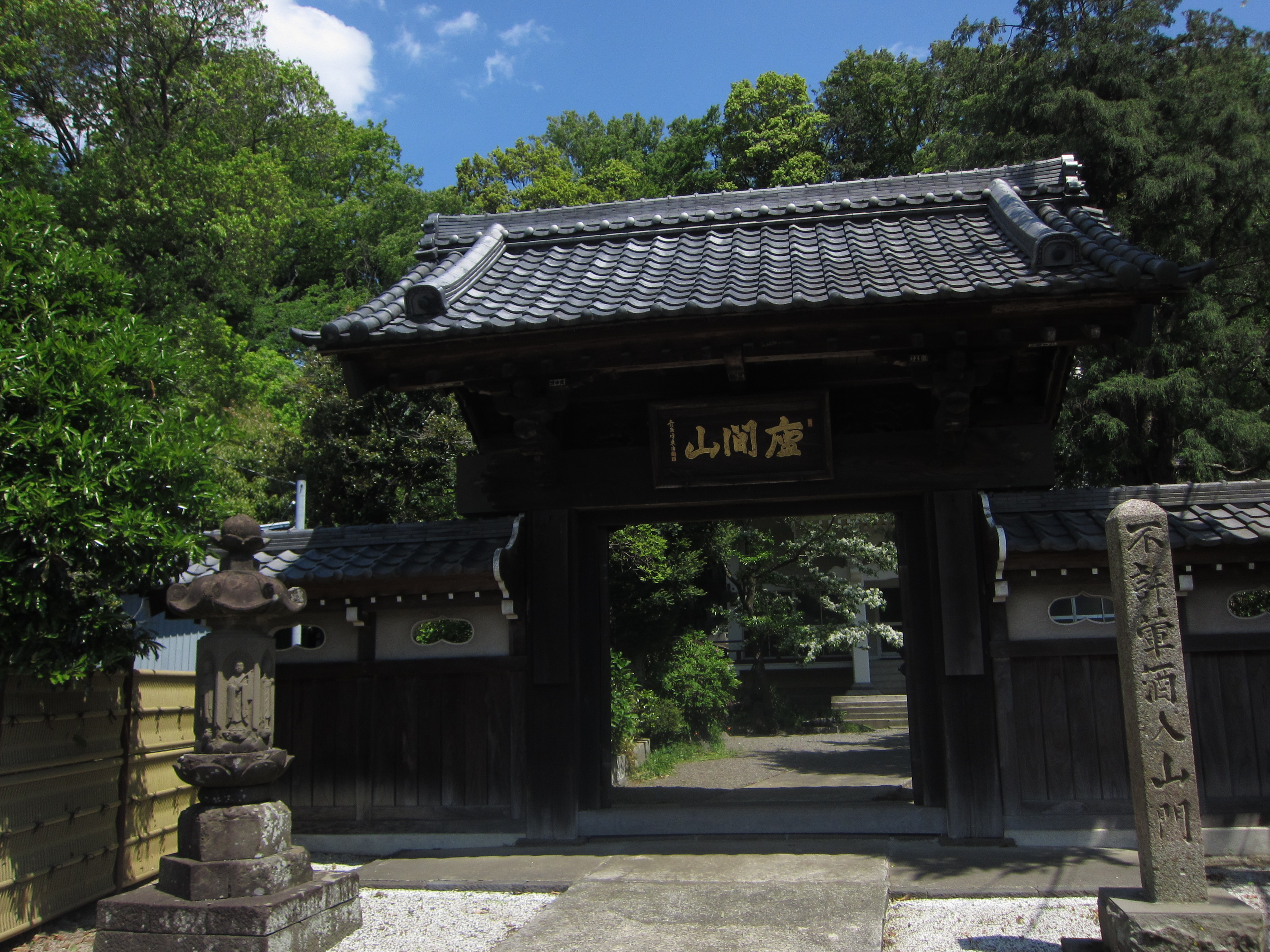
心岩寺
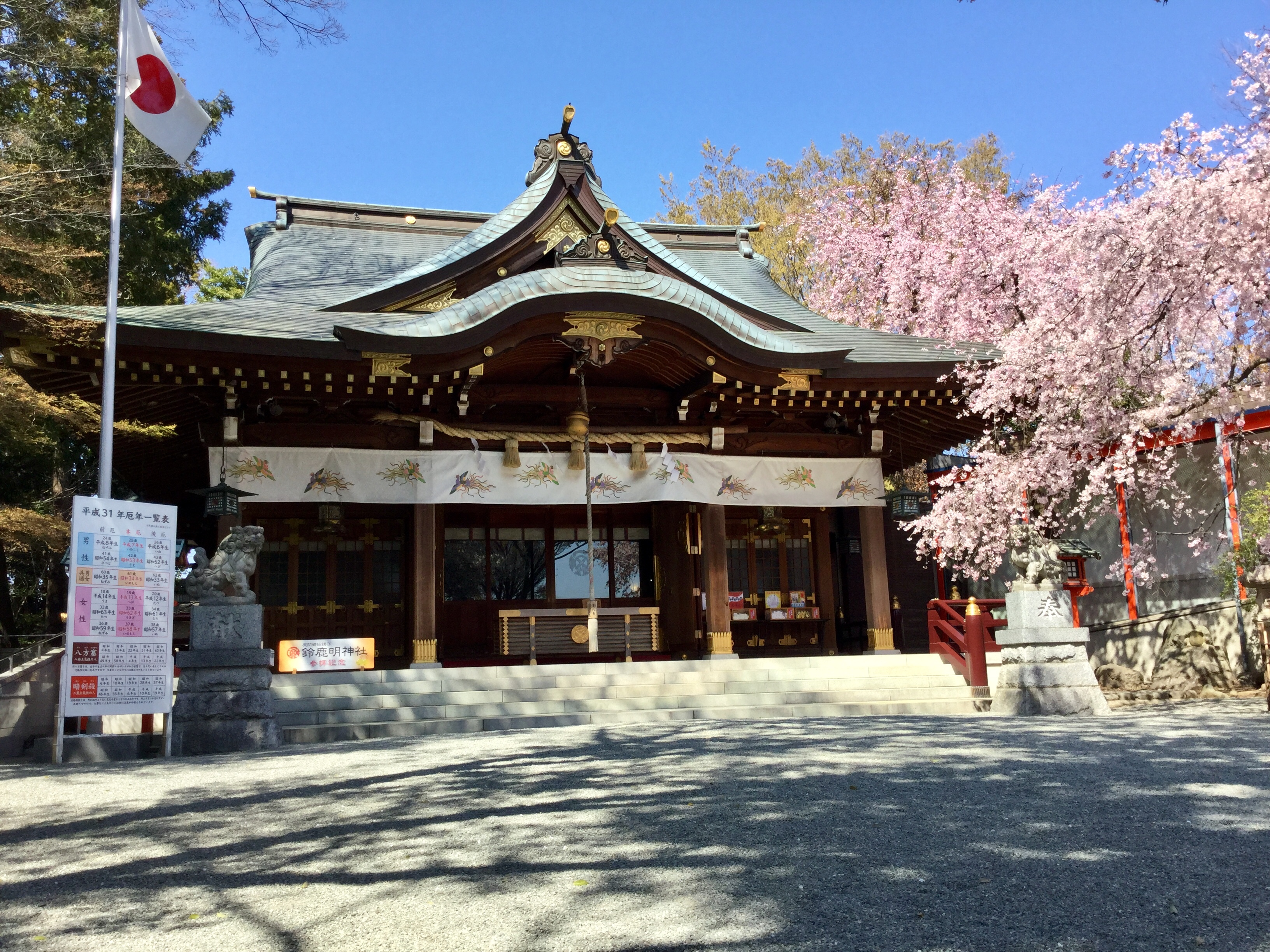
鈴鹿明神社

## その他

### 日本郵便
- 郵便番号 : 252-0029[4]（集配局 : 座間郵便局[14]）。